# Das Gruselkabinett
Das Gruselkabinett, Untertitel: Mumien, Monstren, Mutationen, war der Titel einer Spielfilmreihe des NDR, unter dem von 1967 bis 1990 in unregelmäßigen Abständen Klassiker der Genre Horrorfilm und Science-Fiction-Film ausgestrahlt wurden.
Der markante Titelvorspann der Filmspielreihe wurde von Franz Winzentsen erschaffen.
Insgesamt hatte die Spielfilmreihe etwa 175 Sendetermine. Aufgrund zahlreicher Wiederholungen wurden dabei nur etwa 132 verschiedene Spielfilme gezeigt.

## Liste der Filme
| Ausstrahlungsdatum | Filmtitel                                         | Erscheinungsjahr des Filmes |
| ------------------ | ------------------------------------------------- | --------------------------- |
| 28. Januar 1967    | Frankenstein                                      | 1931                        |
| 4. März 1967       | Der Schrecken vom Amazonas                        | 1954                        |
| 1. April 1967      | Das Schreckenshaus des Dr. Rasanoff               | 1960                        |
| 27. Dezember 1967  | Tarantula                                         | 1955                        |
| 4. Februar 1968    | Frankensteins Braut                               | 1935                        |
| 18. Februar 1968   | Frankensteins Sohn                                | 1939                        |
| 29. September 1968 | Dracula                                           | 1931                        |
| 13. Oktober 1968   | Vampyr – Der Traum des Allan Gray                 | 1932                        |
| 25. Mai 1969       | Tarantula                                         | 1955                        |
| 8. Juni 1969       | Die unglaubliche Geschichte des Mister C.         | 1957                        |
| 22. Juni 1969      | Er kam nur nachts                                 | 1964                        |
| 19. Oktober 1969   | Mord in der Rue Morgue                            | 1932                        |
| 2. November 1969   | Abbott und Costello als Mumienräuber              | 1955                        |
| 29. März 1970      | Der Rabe                                          | 1935                        |
| 4. Januar 1977     | Die Fliege                                        | 1958                        |
| 11. Januar 1977    | Der unheimliche Besucher                          | 1971                        |
| 18. Januar 1977    | Formicula                                         | 1954                        |
| 25. Januar 1977    | Traum ohne Ende                                   | 1945                        |
| 1. Februar 1977    | Psycho                                            | 1960                        |
| 8. Februar 1977    | Die Vögel                                         | 1963                        |
| 15. Februar 1977   | Rosemaries Baby                                   | 1968                        |
| 22. Februar 1977   | Was kommen wird                                   | 1936                        |
| 1. März 1977       | Expedition in die Zukunft                         | 1973                        |
| 8. März 1977       | Lautlos im Weltraum                               | 1972                        |
| 15. März 1977      | Der Mann, der die Welt verändern wollte           | 1936                        |
| 22. März 1977      | Sie sind verdammt                                 | 1963                        |
| 29. März 1977      | Die Nacht, als die Marsmenschen Amerika angriffen | 1975                        |
| 10. Januar 1978    | Frankenstein                                      | 1931                        |
| 24. Januar 1978    | Frankensteins Braut                               | 1935                        |
| 7. Februar 1978    | Dracula                                           | 1931                        |
| 21. Februar 1978   | Das Gesicht hinter der Maske                      | 1941                        |
| 7. März 1978       | Die Bestie mit den fünf Fingern                   | 1946                        |
| 14. März 1978      | Die Wespenfrau                                    | 1959                        |
| 4. April 1978      | Schach dem Roboter                                | 1976                        |
| 18. April 1978     | Svengali                                          | 1931                        |
| 2. Mai 1978        | Das alte finstere Haus                            | 1963                        |
| 16. Mai 1978       | Schönen Muttertag – Dein George                   | 1973                        |
| 13. Juni 1978      | Mörderisch                                        | 1961                        |
| 27. Juni 1978      | Elixiere des Teufels                              | 1973                        |
| 16. Januar 1979    | Vampyr – Der Traum des Allan Gray                 | 1932                        |
| 30. Januar 1979    | Dr. Zyklop                                        | 1940                        |
| 13. Februar 1979   | Der Fall des Hauses Usher                         | 1928                        |
| 27. Februar 1979   | Der Fluch des Dämonen                             | 1957                        |
| 13. März 1979      | Godzilla                                          | 1954                        |
| 27. März 1979      | Der Werwolf von Washington                        | 1973                        |
| 10. April 1979     | Der Foltergarten des Dr. Diabolo                  | 1967                        |
| 24. April 1979     | Der Rabe                                          | 1935                        |
| 1. Mai 1979        | Die Rache des Toten                               | 1936                        |
| 15. Mai 1979       | Der geheimnisvolle Dr. X                          | 1932                        |
| 29. Mai 1979       | Die brennenden Augen von Schloss Bartimore        | 1964                        |
| 12. Juni 1979      | Graf Zaroff – Genie des Bösen                     | 1932                        |
| 8. Januar 1980     | Der Mann mit den Röntgenaugen                     | 1963                        |
| 22. Januar 1980    | Die Wespenfrau                                    | 1959                        |
| 5. Februar 1980    | THX 1138                                          | 1971                        |
| 19. Februar 1980   | Kleiner Laden voller Schrecken (OmU)              | 1960                        |
| 4. März 1980       | Hollywood Boulevard                               | 1976                        |
| 1. April 1980      | Der ungebetene Gast                               | 1944                        |
| 15. April 1980     | Das Gesicht hinter der Maske                      | 1941                        |
| 29. April 1980     | Das alte finstere Haus                            | 1963                        |
| 27. Mai 1980       | Das Testament des Dr. Cordelier                   | 1959                        |
| 10. Juni 1980      | Der Rabe                                          | 1935                        |
| 17. Juni 1980      | Der Wolfsmensch                                   | 1941                        |
| 26. August 1980    | Geburten verboten                                 | 1972                        |
| 9. September 1980  | Phase IV                                          | 1974                        |
| 7. April 1981      | Die zweite Frau                                   | 1947                        |
| 21. April 1981     | Du lebst noch 105 Minuten                         | 1948                        |
| 5. Mai 1981        | Zeugin des Mordes                                 | 1954                        |
| 19. Mai 1981       | Tarantula                                         | 1955                        |
| 2. Juni 1981       | Was kommen wird                                   | 1936                        |
| 16. Juni 1981      | Der Omega-Mann                                    | 1971                        |
| 30. Juni 1981      | Die unglaubliche Geschichte des Mister C.         | 1957                        |
| 26. Januar 1982    | Graf Zaroff – Genie des Bösen                     | 1932                        |
| 9. Februar 1982    | Mörderisch                                        | 1961                        |
| 23. Februar 1982   | Warte, bis es dunkel ist                          | 1967                        |
| 9. März 1982       | Sadistico                                         | 1971                        |
| 23. März 1982      | Der wahnsinnige Zauberkünstler (in 3D)            | 1954                        |
| 6. April 1982      | Tödliche Strahlen (Dt. TV-Erstaufführung)         | 1936                        |
| 20. April 1982     | Dementia 13 (Dt. TV-Erstaufführung)               | 1963                        |
| 4. Mai 1982        | Das Ding aus einer anderen Welt                   | 1951                        |
| 18. Mai 1982       | Zardoz                                            | 1974                        |
| 1. Juni 1982       | Kampfstern Galactica                              | 1978                        |
| 15. Juni 1982      | Geheimagent Barrett greift ein                    | 1965                        |
| 29. Juni 1982      | Finsterer Stern                                   | 1974                        |
| 25. Januar 1983    | Das schwarze Zimmer                               | 1935                        |
| 1. Februar 1983    | Die brennenden Augen von Schloss Bartimore        | 1964                        |
| 8. Februar 1983    | Frenzy                                            | 1972                        |
| 15. Februar 1983   | Der Foltergarten des Dr. Diabolo                  | 1967                        |
| 22. Februar 1983   | Der geheimnisvolle Dr. X                          | 1932                        |
| 8. März 1983       | Die Bestie mit den fünf Fingern                   | 1946                        |
| 15. März 1983      | Die Rache des Toten                               | 1936                        |
| 22. März 1983      | Der ungebetene Gast                               | 1944                        |
| 29. März 1983      | Der Würger mit dem weißen Schal                   | 1970                        |
| 5. April 1983      | Der Fluch des Dämonen                             | 1957                        |
| 2. Januar 1984     | Die unglaubliche Geschichte des Mister C.         | 1957                        |
| 9. Januar 1984     | Gefahr aus dem Weltall                            | 1953                        |
| 16. Januar 1984    | Der Schrecken vom Amazonas                        | 1954                        |
| 23. Januar 1984    | Die Rache des Ungeheuers                          | 1955                        |
| 30. Januar 1984    | Tarantula                                         | 1955                        |
| 6. Februar 1984    | Das Geheimnis des steinernen Monsters             | 1957                        |
| 13. Februar 1984   | Der Schrecken schleicht durch die Nacht           | 1958                        |
| 20. Februar 1984   | Augen der Angst                                   | 1960                        |
| 27. Februar 1984   | Das gläserne Netz                                 | 1953                        |
| 5. März 1984       | Der wahnsinnige Zauberkünstler                    | 1954                        |
| 12. März 1984      | Buck Rogers                                       | 1979                        |
| 19. März 1984      | The Fog – Nebel des Grauens                       | 1980                        |
| 26. März 1984      | Malpertuis                                        | 1971                        |
| 14. Januar 1985    | Das schwarze Zimmer                               | 1935                        |
| 21. Januar 1985    | Der Würger mit dem weißen Schal                   | 1970                        |
| 4. Februar 1985    | Besuch aus dem Jenseits                           | 1979                        |
| 11. Februar 1985   | Schlag 12 in London                               | 1960                        |
| 18. Februar 1985   | Der ungebetene Gast                               | 1944                        |
| 25. Februar 1985   | Heirate niemals einen Fremden                     | 1944                        |
| 11. März 1985      | Dementia 13                                       | 1963                        |
| 18. März 1985      | The Terror – Schloß des Schreckens                | 1963                        |
| 25. März 1985      | Coma                                              | 1978                        |
| 1. April 1985      | Vorsicht, Gespenster!                             | 1941                        |
| 8. April 1985      | Das Netz                                          | 1947                        |
| 15. April 1985     | Die Körperfresser kommen                          | 1978                        |
| 22. April 1985     | Die Außerirdischen                                | 1957                        |
| 29. April 1985     | Der Fluch von Siniestro                           | 1961                        |
| 6. Mai 1985        | Ministerium der Angst                             | 1944                        |
| 13. Mai 1985       | Die Zeitmaschine                                  | 1960                        |
| 20. Mai 1985       | Tödliche Strahlen                                 | 1936                        |
| 27. Mai 1985       | Panik – Dinosaurier bedrohen die Welt             | 1966                        |
| 3. Juni 1985       | Feuer aus dem All                                 | 1978                        |
| 10. Juni 1985      | Der Untergang von Metropolis                      | 1961                        |
| 17. Juni 1985      | Briefe aus dem Jenseits                           | 1947                        |
| 31. März 1986      | Panik um King Kong                                | 1949                        |
| 7. April 1986      | Orca, der Killerwal                               | 1977                        |
| 14. April 1986     | Mörderspinnen                                     | 1977                        |
| 28. April 1986     | Katzenmenschen                                    | 1942                        |
| 5. Mai 1986        | Frankenstein                                      | 1973                        |
| 12. Mai 1986       | Invasion vom Mars                                 | 1953                        |
| 19. Mai 1986       | Theater des Grauens                               | 1973                        |
| 26. Mai 1986       | Der Leichendieb                                   | 1945                        |
| 2. Juni 1986       | Graf Zaroff – Genie des Bösen                     | 1932                        |
| 9. Juni 1986       | Frankensteins Braut                               | 1935                        |
| 16. Juni 1986      | Die Mumie (OmU)                                   | 1932                        |
| 23. Juni 1986      | Dracula                                           | 1931                        |
| 30. Juni 1986      | Der Mann aus Metall                               | 1974                        |
| 7. Juli 1986       | Das Testament des Dr. Cordelier                   | 1959                        |
| 14. Juli 1986      | Tödliche Spiegel                                  | 1978                        |
| 21. Juli 1986      | Malombra                                          | 1942                        |
| 28. Juli 1986      | Der Zauberbogen                                   | 1981                        |
| 4. August 1986     | Malpertius                                        | 1971                        |
| 11. August 1986    | Der Teuflische                                    | 1975                        |
| 19. Januar 1987    | Der Dämon der Insel                               | 1983                        |
| 26. Januar 1987    | Tarantula                                         | 1955                        |
| 2. Februar 1987    | Der Tod wohnt nebenan                             | 1945                        |
| 9. Februar 1987    | Das Ding aus dem Sumpf                            | 1982                        |
| 16. Februar 1987   | Der Rabe                                          | 1935                        |
| 23. Februar 1987   | Der Mann, der aus dem Eis kam                     | 1984                        |
| 2. März 1987       | Andromeda – Tödlicher Staub aus dem All           | 1971                        |
| 16. März 1987      | Poltergeist                                       | 1982                        |
| 23. März 1987      | Der eiskalte Tod                                  | 1973                        |
| 1. Juni 1987       | Die vier Schädel des Jonathan Drake               | 1959                        |
| 6. Juli 1987       | Der Unsichtbare                                   | 1933                        |
| 13. Juli 1987      | Der Unsichtbare kehrt zurück                      | 1940                        |
| 20. Juli 1987      | Die unsichtbare Frau                              | 1940                        |
| 27. Juli 1987      | Der unsichtbare Agent                             | 1942                        |
| 10. August 1987    | Der Unsichtbare nimmt Rache                       | 1944                        |
| 17. August 1987    | Der Unsichtbare trifft Abbott und Costello        | 1951                        |
| 8. Februar 1988    | Die unglaubliche Geschichte der Mrs. K.           | 1981                        |
| 14. März 1988      | Bis das Blut gefriert                             | 1963                        |
| 21. März 1988      | Das schwarze Reptil                               | 1966                        |
| 28. März 1988      | Augen ohne Gesicht                                | 1960                        |
| 18. April 1988     | Zum Leben verdammt                                | 1941                        |
| 30. Mai 1988       | Die Rückkehr des Dr. Phibes                       | 1972                        |
| 6. Juni 1988       | Der Schrecken schleicht durch die Nacht           | 1958                        |
| 20. Juni 1988      | Das gläserne Netz                                 | 1953                        |
| 11. Juli 1988      | Audrey Rose – das Mädchen aus dem Jenseits        | 1977                        |
| 25. Juli 1988      | Ekel                                              | 1965                        |
| 16. Januar 1989    | Frankensteins Sohn                                | 1939                        |
| 10. Juli 1989      | Der Unsichtbare kehrt zurück                      | 1940                        |
| 5. März 1990       | Das Gift des Bösen                                | 1963                        |